# LaMont Smith
LaMont Smith (Filadélfia, 11 de dezembro de 1972) é um ex-velocista norte-americano, campeão olímpico em Atlanta 1996 no revezamento 4x400 metros.